# La Nuit imprévue
Pour plus de détails, voir Fiche technique et Distribution.
La Nuit imprévue est un court métrage français réalisé par Claude Allain et Max Maxudian, sorti en 1934.

## Fiche technique
- Réalisation : Claude Allain et Max Maxudian, assisté de Giorgio Ferroni
- Production : Resa Films
- Pays :  France
- Format : Noir et blanc - 1,37:1 - 35 mm - Son mono
- Genre : Comédie, film musical
- Année de sortie : 1934

## Distribution
- Adrien Lamy
- Max Maxudian
- Sandra Ravel
- Andrée de Chauveron
- Georges Saillard
- Suzanne Nivette
- Annette Doria